# Sửu
Sửu (丑) là một trong số 12 chi của Địa chi, thông thường được coi là địa chi thứ hai. Đứng trước nó là Tý, đứng sau nó là Dần.
Tháng Sửu trong nông lịch là tháng chạp âm lịch (quen đọc là tháng mười hai). Thời nhà Ân tháng này là tháng khởi đầu (chánh nguyệt) của năm.
Về thời gian thì giờ Sửu tương ứng với khoảng thời gian từ 01:00 tới 03:00 trong 24 giờ mỗi ngày, tức là canh giờ thứ tư trong năm canh giờ đêm.
Về phương hướng thì Sửu chỉ hướng bắc đông bắc.
Theo Ngũ hành thì Sửu tương ứng với Thổ, theo thuyết Âm-Dương thì Sửu là Âm.
Sửu mang ý nghĩa là cong mềm, chỉ trạng thái phôi mầm hạt giống thực vật đã dài và cong trong khoảng thời gian này tại các vĩ độ ôn đới thấp và nhiệt đới (khoảng cuối mùa đông theo quan điểm của người Á Đông).
Để tiện ghi nhớ hoặc là do sự giao thoa văn hóa nên mỗi địa chi được ghép với một trong 12 con giáp. Tại Trung Quốc, bán đảo Triều Tiên (gồm cả Cộng hòa Dân chủ Nhân dân Triều Tiên và Hàn Quốc) và Nhật Bản thì Sửu tương ứng với bò (ngưu), còn tại Việt Nam thì nó tương ứng với trâu (thủy ngưu).
Trong lịch Gregory, năm Sửu là năm mà chia cho 12 dư 5.
Trong lịch Trung Quốc, tháng Sửu là tháng Chạp.

## Các can chi Sửu
- Ất Sửu
- Đinh Sửu
- Kỷ Sửu
- Tân Sửu
- Quý Sửu